# Grammia incarnatorubra
Grammia incarnatorubra är en fjärilsart som beskrevs av Johann August Ephraim Goeze 1781. Grammia incarnatorubra ingår i släktet Grammia och familjen björnspinnare. Inga underarter finns listade i Catalogue of Life.